# أوزوغاميسين
أوزوغاميسين مادة سامة للخلايا من مجموعة كاليتشياميسين توجد مرتبطة مع عدد من الأجسام المضادة وحيدة النسيلة.